# جان سیریل کمبل
جان سیریل کمبل (انگلیسی: John Cyril Campbell؛ زادهٔ) بازیکن فوتبال، سرمربی (فوتبال)، و اهالی کسب‌وکار اهل English است.
از باشگاه‌هایی که در آن بازی کرده‌است می‌توان به باشگاه فوتبال پاناتینایکوس اشاره کرد.